# بخش چورزق
بخش چورزق یکی از بخش‌های شهرستان طارم در استان زنجان ایران است.

## تقسیمات کشوری
- بخش چورزق
  - دهستان چورزق
  - دهستان دستجرده

شهر: چورزق  شهرستان طارم

## جمعیت
بنابر سرشماری مرکز آمار ایران، جمعیت بخش چورزق شهرستان طارم در سال ۱۳۸۵ برابر با ۱۸۰۱۱ نفر بوده است که در سال ۱۳۹۵ به ۱۸۸۰۳ نفر رسیده است.
اهالی بخش چورزق به زبان ترکی آذربایجانی سخن می‌گویند.